# Goé
Pour les articles homonymes, voir GOE.
Goé (en allemand Gulken, en wallon Goyé) est une section de la ville belge de Limbourg, située en Région wallonne dans la province de Liège. C'était une commune à part entière avant la fusion des communes de 1977.
Largement construit en pierres du pays, ce village de la région belgo-allemande des Hautes-Fagnes se trouve entre la ville de Limbourg (à trois kilomètres au sud de celui-ci) et le barrage de la Gileppe dont les eaux canalisées de l'ancien ruisseau se jettent dans la Vesdre à Goé, au hameau de Béthane.
Dans l'Ancien régime Goé faisait partie du « Ban de Baelen », district du duché de Limbourg.

## Évolution démographique
- Sources : INS, Rem. : 1831 jusqu'en 1970 = recensements, 1976 = nombre d'habitants au 31 décembre.

## Patrimoine et culture

### Patrimoine architectural

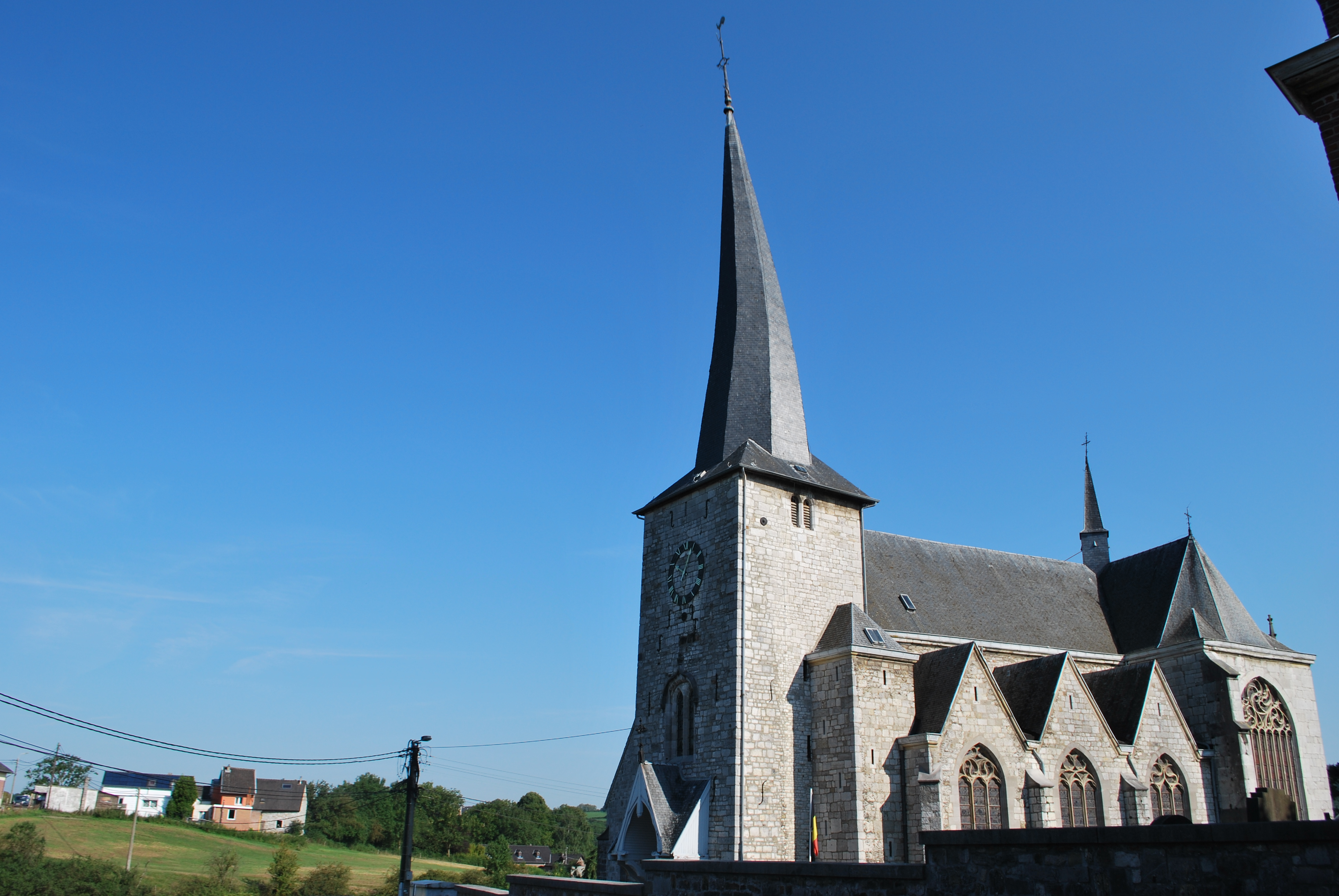
L'église Saint-Lambert de Goé.

- L'église Saint-Lambert possède un clocher tors, qui est plus penché que tordu. Cette inclinaison semble être due à un manque de pièces raidisseuses au niveau des enrayures, ainsi que son mobilier intérieur du XVIe siècle. La paroisse de Goé fait partie du l'unité pastorale Jean XXIII Val de Vesdre[1].
- Le château de Goé est celui d'une ancienne seigneurie. Construit vers 1700 le château a hébergé le roi Léopold Ier, lors de son passage dans la région (1847).Château de Goé.

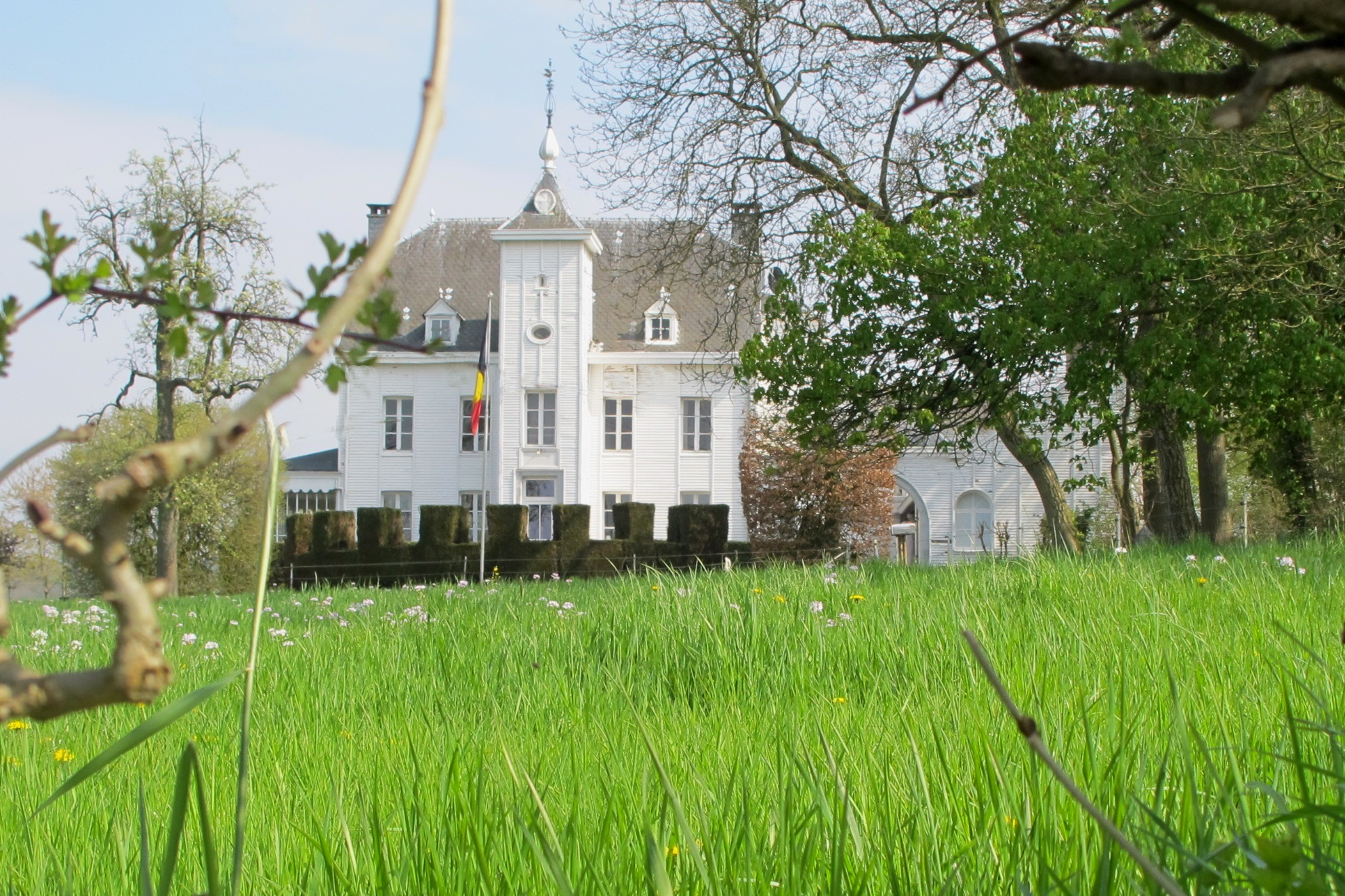
Château de Goé.

### Culture
Un cortège carnavalesque de type rhénan s'y déroule fin mars ou début avril.

## Économie
- L'industrie du bois.
- Les usines « Beurres Corman », qui font depuis 1992 partie du groupe français Savencia Fromage & Dairy se trouvent au hameau de Béthane.
- Les pralines artisanales "Mireille", situées dans le centre de Goé, sont connues dans la région.